# Solange Chalvin
Pour les articles homonymes, voir Chalvin.
Solange Chalvin, née Solange Barbeau à Montréal le 20 mars 1932 et morte le 20 octobre 2024, est une journaliste, administratrice dans la fonction publique du Québec, rédactrice de plusieurs publications sur la promotion et la qualité de la langue française, et auteure en collaboration avec son mari, Michel Chalvin, de Comment on abrutit nos enfants (Les Éditions du Jour, 1962), livre-phare de la Révolution tranquille.

## Biographie

### Famille et éducation
Née le 20 mars 1932 à Montréal, aînée d’une famille de trois enfants, Solange Chalvin, née Barbeau, a fait ses études dans une école publique dirigée par les Dames de la Congrégation et a obtenu un Certificate of Proficiency in Spoken and Written English de l’Université McGill en 1953 et une maîtrise en administration de l’École nationale d’administration publique (ENAP), en 1980. Son père est Sylvio Barbeau et sa mère Laurette Lemieux.
Solange Chalvin est la sœur de Gérard Barbeau, surnommé «La Voix d’or du Québec», qui fit carrière comme soprano de l’âge de 8 à 14 ans, au Québec et en Europe dans les années 1949-1952. Il est décédé prématurément à l’âge de 24 ans.
Le 1er juillet 1954, elle épouse Michel Chalvin (1929-1994) né à Metz en France, arrivé au Québec en 1953, qui sera réalisateur à Radio-Canada de 1959 à 1994,,.
Solange Chalvin meurt le 20 octobre 2024 à l'âge de 92 ans.

### Journalisme
Solange Chalvin est l’une des premières femmes à devenir journaliste attitrée au sein d’une grande entreprise de presse. Après avoir été embauchée, en 1951, comme stagiaire, par le renommé rédacteur en chef du quotidien Le Devoir, André Laurendeau, qu’elle considère comme son mentor, elle devint responsable de la page féminine puis des secteurs de l’éducation, de la santé et des affaires sociales, de 1961 à 1975.
« André Laurendeau m’a non seulement appris les règles de base de l’écriture journalistique, reprenant mes premiers textes et m’indiquant la façon de capter l’attention du lecteur, mais il m’a appris la rigueur dans la recherche de l’information, la vérification des sources et les rudiments de l’enquête ».
En 1962, elle et son conjoint Michel font les manchettes au Québec en publiant l'essai pamphlétaire Comment on abrutit nos enfants : la bêtise en 23 manuels scolaires, qui dénonce la pauvreté des manuels scolaires québécois.
En mars 1963, elle se voit confier la responsabilité de la page féminine du journal. Page qu’elle désignera sous le nom de « L’Univers féminin », puis « Condition féminine », puis en 1970, « Famille et société », avant de l’abolir le 27 février 1971. Solange Chalvin considérait que les questions traitées dans la page féminine – avortement – divorce – manuels scolaires – protection de la jeunesse, etc. devaient atteindre tout le lectorat du Devoir. C’est ainsi que ses articles figurent par la suite à maintes reprises, à la une du Devoir et dans la page économique.

### Fonction publique
C’est à la suite d’une enquête sur le mauvais état des Centres de détention des mineurs (qu’on appelait à l’époque « écoles de réforme ») et la désuétude des lois de protection de la jeunesse que le président d’un tout nouvel organisme issu d’une refonte de la Loi sur la protection de la jeunesse, Me Jacques Tellier, lui demanda de se joindre à son équipe, à titre de Secrétaire générale du Comité pour la protection de la jeunesse,. Solange Chalvin prend donc la décision d’abandonner en 1975, le journalisme (elle y reviendra à l’âge de la retraite) pour joindre la fonction publique québécoise. Elle y fera carrière, à titre de gestionnaire pendant plus de vingt ans.
Deux ans après l’adoption par Québec de la Charte de la langue française, soit en 1979, on fit appel à ses services à titre de Directrice des bureaux régionaux (1979-1983) pour ouvrir huit bureaux régionaux de l’Office de la langue française afin de rapprocher l’Office des différents milieux de travail. Avec son équipe, elle a réussi à établir des liens fonctionnels avec les milieux syndicaux et patronaux afin d’accélérer la francisation des grandes et moyennes entreprises du Québec. Elle a mis en place une stratégie afin de sensibiliser les milieux économiques « Le français, c’est payant » et misé sur la concertation nécessaire entre les patrons et les ouvriers pour que le français devienne le plus rapidement possible, la langue de travail.
Mais une toute nouvelle loi venait d’être adoptée : celle créant l’Office des services de garde à l’enfance. Solange Chalvin avait réclamé, à maintes reprises la création de services de garde au Québec, afin de favoriser le travail des femmes. La présidente de l’époque, Stella Guy, fit appel à elle pour mettre en place des garderies dans les entreprises. C’est ce qu’elle fit de 1983 à 1987, à titre de Directrice du développement et de la consolidation de l’organisme. L’expérience acquise auprès des grandes entreprises et du monde des affaires, au moment de la francisation, lui permit de convaincre, encore une fois, le patronat que l’ouverture de garderies sur les lieux de travail, pouvait être « payant » puisque la diminution de l’absentéisme des femmes au travail, en était la résultante.
De retour quatre ans plus tard, soit en 1987, à l’Office de la langue française, elle est nommée Directrice de la francisation des entreprises, de l’Administration et des Ordres professionnels (1987-1995) et Directrice des services linguistiques (1995-1996),.
Pour garder la promotion du français bien vivante, l’Office organise des « Semaines du français au travail » à partir de 1990 et décerne ses « Mérites ». En 1993, l’Union des artistes se joint à l’initiative et les « Semaines du français » dans les écoles et les milieux de travail ont le vent dans les voiles.
Le travail de francisation des entreprises québécoises devenait de plus en plus difficile, car la Charte de la langue française était sans cesse amendée par les tribunaux ce qui avait pour conséquence de modifier les obligations des entreprises ainsi que la langue d’affichage. Solange Chalvin dirigeait alors une équipe d’une centaine d’employés composée en majorité de conseillers et conseillères en francisation. Au même moment, l’informatisation de masse débutait et se faisait massivement en anglais. L’OQLF s’est adapté rapidement en ouvrant un nouveau chantier, celui de la francisation de l’informatique. Solange Chalvin se voit confier, en 1995 un mandat spécial d’un an à la Direction des services linguistiques du bureau de Québec. C’est au cours de cette année qu’est publié le Vocabulaire d’Internet. Elle prend sa retraite de la fonction publique en 1996.
L’abandon de ses fonctions administratives ne sonne pas la retraite de la vie publique pour Solange Chalvin. Elle retourne au journalisme en publiant plusieurs reportages pour le magazine L’Actualité, des lettres au journal Le Devoir et autres médias, en soumettant ses idées et opinions pour enrichir le débat public et continuer à œuvrer à la promotion de la langue française et de la culture québécoise.
En 2017, pour souligner le 40e anniversaire de l’adoption de la Charte de la langue française, elle donne quatre conférences à Montréal et en région, pour renouveler la mémoire du public en ce qui a trait au maintien, à la diffusion et à l’amélioration du français au Québec.

## Publications
Solange Chalvin a publié un grand nombre d'articles dans le quotidien Le Devoir et dans des périodiques tels Châtelaine, Maintenant et L'Actualité. On peut en consulter une liste non exhaustive dans le catalogue de Bibliothèque et Archives nationales du Québec. En a également publié quelques ouvrages :

### Comment on abrutit nos enfants
Avec la publication en 1962 de l'essai pamphlétaire Comment on abrutit nos enfants : la bêtise en 23 manuels scolaires, Solange Chalvin et son conjoint Michel font les manchettes au Québec.
Le couple Chalvin « avait un moment secoué le cocotier du conformisme religieux par un petit ouvrage-choc dans les années 60: Comment on abrutit nos enfants, écrit le journaliste Clément Trudel,,. Les auteurs y dénoncent la pauvreté des manuels scolaires, notamment au chapitre de la qualité de la langue, des préjugés ethniques et de l’abus des références à la religion catholique, et ce même dans l’enseignement de l’arithmétique…

Dans un Rapport du Conseil supérieur de la langue française paru en 1985, Jacques Maurais rappelle la thématique de cet ouvrage-choc :

« Comment on abrutit nos enfants « est largement inspiré du Rapport des femmes universitaires de Québec présenté à la Commission royale d'enquête sur l'enseignement dans la province de Québec (Commission Parent). Solange et Michel Chalvin dénoncent l'infantilisme des manuels scolaires et les nombreuses fautes de français qu'ils contiennent. Ils reprennent à leur compte la plainte du Rapport des femmes universitaires sur la trop grande part accordée dans les livres de français aux textes canadiens : « Par un souci de patriotisme étriqué et mal compris, dit le Rapport des femmes universitaires de Québec, on a voulu à tout prix rester dans le contexte canadien, ne traiter que la réalité canadienne, comme si la langue française n'existait qu'au Canada. » (…) »

Le journaliste et éditeur de renom Jean Paré écrit que cet ouvrage « est un livre-phare de la Révolution tranquille au même titre que Les Insolences du Frère Untel »,,. Solange Chaput-Rolland, journaliste notoire durant les années 1960 et sénatrice, fait un compte rendu du livre du couple Chalvin dans lequel elle écrit notamment :

« À l’heure où la France se tord de rire en lisant La Foire aux cancres, volume groupant les invraisemblables devoirs des cancres écoliers, nous devrions pleurer devant les cancres-professeurs qui, oui, le mot n’est pas trop fort, abrutissent nos enfants avec des textes lamentablement idiots. Le témoignage des Chalvin est accablant. (…)
Je tiens ce petit volume, ajoute-t-elle, pour l’un des plus importants parus chez nous, car il est sans réplique.
Comment on abrutit nos enfants est un sottisier digne des plus grands humoristes. Le malheur pour nous, c’est qu’il soit vrai, authentique, et que les effroyables fautes de goût dont il cite des exemples soient des bibles pour nos enfants. »

Dans le magazine Châtelaine de 1963, Michèle A. Mailhot, écrit : « Vous vous souvenez du remous qu’avait causé le livre de Solange et Michel Chalvin dans notre mare aux illusions ? Il faut relire Comment on abrutit nos enfants (Éditions du Jour), et comprendre que l’éducation est toujours un sujet d’actualité et qu’il reste l’affaire de chacun. Feuilletez les manuels scolaires de vos enfants. Avec le livre des Chalvin comme guide, vous vous indignerez à votre tour des découvertes que vous ferez. Si chaque parent réagissait, de tels abus n’existeraient pas.
Dans son autobiographie, Ma vie comme rivière, Simone Monet-Chartrand écrit de cet ouvrage qu’il est un « livre-pamphlet », ajoutant qu’« en publiant ce livre, ils (Solange et Michel Chalvin) réagissent comme des citoyens et des parents désireux d’améliorer une situation lamentable ».
Dans la biographie de Guy Rocher, parue en 2019 aux Éditions Québec Amérique, Pierre Duchesne rapporte les propos du sociologue concernant Comment on abrutit les enfants.
Comment on abrutit nos enfants a été cité en bibliographie de plusieurs ouvrages sur l’éducation et l’enseignement,,,, les manuels scolaires,, et la Révolution tranquille, entre autres.

### Autres ouvrages et conférences
- Regard sur la pauvreté des femmes chefs de famille, de Margaret Daly, pour le Bureau du Conseil privé, Gouvernement du Canada, 1975, (traduction française).
- Premier Rapport d’activités du Comité pour la protection de la jeunesse, Gouvernement du Québec, 1977.
- Recherche et scénario du 1er film en langue française produit au Canada sur l’enfance maltraitée, intitulé Les héritiers de la violence, réalisé par Thomas Vamos, Office national du film du Canada, 1976.
- Rapport de recherche sur l’orientation et le développement de la politique touristique du Québec, Gouvernement du Québec, 1977.
- Rapport d’une mission d’information et d’échange en France, Suisse et Belgique sur la protection de la jeunesse, à l’occasion de l’Année  internationale de l’enfant, 1970.
- Étude de planification prospective — Orientation et développement de l’Office de la langue française 1980-2000, mémoire de maîtrise, ÉNAP, publié en 1980.
- Les semaines du français en région : 1979-1980, rapport de l’Office de la langue française, 1981.
- « La francisation des milieux de travail passe par l’affirmation de l’identité française et l’ouverture aux autres langues », publié dans les Actes du Colloque sur la problématique de l’aménagement linguistiques (enjeux théoriques et pratiques), tenu les 5,6 et 7 mai, à l’Université du Québec à Chicoutimi, 1993.

## Prix et distinctions
Le travail de journaliste de Solange Chalvin est récompensé à diverses reprises au cours de sa carrière:
- 1960 - Memorial Awards, Canadian Women’s Press - article publié dans Le Devoir
- 1961 - Memorial Awards, Canadian Women’s Press - article publié dans Le Devoir
- 1963 - Memorial Awards, Canadian Women’s Press - meilleure page féminine des quotidiens
- 1964 - Memorial Awards, Canadian Women’s Press - section féminine du Devoir
- 1969 - Memorial Awards, Club des Journalistes canadiennes - meilleur reportage, magazine L’Actualité, Montréal
- 2020 - Prix Georges-Émile-Lapalme[34],[35]

## Engagement social
Parallèlement à sa carrière dans le journalisme et la fonction publique, Solange Chalvin s’investit au sein de plusieurs organismes tout au long de sa vie:
- Fédération professionnelle des journalistes du Québec, membre, 1970-1976
- Comité des droits des jeunes, à la Ligue des droits de l’homme, membre
- Comité « Égalité en emploi pour les femmes », Fonction publique du Québec, membre
- Présidente de l’Association des diplômés de l’ÉNAP, 1982-1983
- Membre du conseil d’administration de l’Office de la protection du consommateur, 1984-1987
- Vice-présidente de la Société de la sclérose amyotrophique du Québec (SLA), 1990-1999
- Membre du jury - Prix de journalisme René Lévesque et Prix de la radio de Radio-Canada
- Membre du conseil d’administration de Défense des enfants international (DEI), 1994-1996
- Présidente du conseil d’administration du Centre de bénévolat SARPAD-Côte-des-Neiges, 1997-2002
- Membre du conseil d’administration du CLSC des Faubourgs, 2002-2004
- Présidente du Groupe de réflexion « Le Pont entre les générations », 1998-2004
- Agente de diffusion pour l’artiste-peintre Jean Gareau, 2004-
- Membre du conseil d’administration de la Fondation Lionel Groulx, 2012-[36]